# Wernfried Hofmeister
Wernfried Hofmeister (* Dezember 1956 in Graz) ist ein österreichischer germanistischer Mediävist.

## Leben
Von 1975 bis 1981 absolvierte er ein Lehramtsstudium (Germanistik und Anglistik) und ab 1979 ein Doktoratsstudium an der Karl-Franzens-Universität Graz. Nach der Habilitation 1995 (Venia für Deutsche Sprache und Ältere Deutsche Literatur) war er von 2005 bis 2020 hauptverantwortlicher Leiter des Grazer Fachbereichs Germanistische Mediävistik am Institut für Germanistik der KFU (nach der Emeritierung von Anton Schwob im Herbst 2005).

## Schriften (Auswahl)
- Die steirischen Minnesänger. Göppingen 1987, ISBN 3-87452-708-5
- Sprichwortartige Mikrotexte. Analysen am Beispiel Oswalds von Wolkenstein. Göppingen 1990, ISBN 3-87452-778-6
- Sprichwortartige Mikrotexte als literarische Medien, dargestellt an der hochdeutschen politischen Lyrik des Mittelalters. Bochum 1995, ISBN 3-8196-0352-2